# Gemeenteziekenhuis (Dordrecht)
Het Gemeenteziekenhuis is een voormalig algemeen ziekenhuis in Dordrecht. In deze stad was het 'Gast- of ziekenhuis' sinds 1877 gevestigd aan het Beverwijcksplein. Wegens grote tekortkomingen aan het gebouw en een toenemende vraag naar ziekenzorg werd in 1920 aan de Bankastraat een nieuw ziekenhuis gebouwd.

## Bankastraat
Het ziekenhuis telde aanvankelijk 110 bedden en het stadsbestuur was verantwoordelijk voor de noodzakelijke fondsen. Na de Tweede Wereldoorlog werd het ziekenhuis 'Stedelijk Ziekenhuis' genoemd en uitgebreid tot 440 bedden met - voor die tijd - moderne medische faciliteiten. Een groeiend financieel aandeel van de gemeente Dordrecht in de exploitatie resulteerde in 1957 in de naamswijziging tot 'Gemeenteziekenhuis'. In 1970 groeide de capaciteit tot 570 bedden en werd de naam veranderd in 'Merwedeziekenhuis'.

## Fusies
Na een fusie in 1986 met het gemeenteziekenhuis van Sliedrecht kon men een nieuw Merwedeziekenhuis bouwen. De organisatie fuseerde vervolgens in 1999 in het kader van verdere schaalvergroting in de gezondheidszorg  met het 'Drechtsteden Ziekenhuis' tot 'Albert Schweitzer Ziekenhuis'. 
Aan de Bankastraat zijn, na de sloop van het ziekenhuiscomplex en de naastgelegen Hogere Technische School, op het vrijgekomen terrein woonhuizen gebouwd.